# Rtyně v Podkrkonoší
Rtyně v Podkrkonoší (něm. Hertin) je město v okrese Trutnov v Královéhradeckém kraji. Leží v severovýchodních Čechách pod Jestřebími horami. Obec leží na Rtyňce v povodí Úpy ve Rtyňské brázdě. Žije zde přibližně 2 900 obyvatel.
Dominantu města tvoří stará zvonice z roku 1544 u kostela svatého Jana Křtitele. Několikasetleté hornické tradici je věnována expozice Městského muzea. Ze Rtyně a z nedalekých Malých Svatoňovic vycházejí naučné stezky po hornických dílech v Jestřebích horách.

## Historie
Německý překlad názvu Rtyně byl Hertin.
Rtyně byla dějištěm selského povstání v roce 1775, jež vedl rtyňský rychtář Antonín Nývlt.
Významný vliv na rozvoj města měla těžba černého uhlí. Při severozápadní hranici obce je areál Dolu Zdeněk Nejedlý I s haldou dominující spolu s Čertovým kopcem celé rtyňské kotlině. Důlních děl je ovšem na území Rtyně víc.

## Obyvatelstvo
| Rok            | 1869  | 1880  | 1890  | 1900  | 1910  | 1921  | 1930  | 1950  | 1961  | 1970  | 1980  | 1991  | 2001  | 2011  | 2021  |
| -------------- | ----- | ----- | ----- | ----- | ----- | ----- | ----- | ----- | ----- | ----- | ----- | ----- | ----- | ----- | ----- |
| Počet obyvatel | 2 159 | 2 500 | 2 695 | 2 706 | 2 800 | 2 655 | 2 648 | 2 699 | 3 187 | 3 270 | 3 158 | 3 076 | 3 053 | 3 027 | 2 876 |
| Počet domů     | 306   | 356   | 375   | 397   | 426   | 451   | 548   | 587   | 600   | 612   | 605   | 753   | 777   | 816   | 890   |

## Městská správa

### Městské symboly
Znak a vlajka byly městu uděleny rozhodnutím předsedy Poslanecké sněmovny Parlamentu České republiky dne 13. února 1996. Na Rtyňském znaku je stará zvonice s mlátkem a kladivem na modrozeleném pozadí, je to reference na zdejší uhelné doly.

## Doprava
Rtyně leží při silnici I/14 mezi Trutnovem a Náchodem. Ve Rtyni jsou dvě vlakové zastávky (Rtyně v Podkrkonoší a Rtyně v Podkrkonoší zastávka), které leží na trati Jaroměř–Trutnov.

## Sport
V Rtyně sídlí florbalový klub FBC Orel Rtyně v Podkrkonoší, jehož mužský A tým hraje divizi mužů (4. nejvyšší soutěž).

## Pamětihodnosti

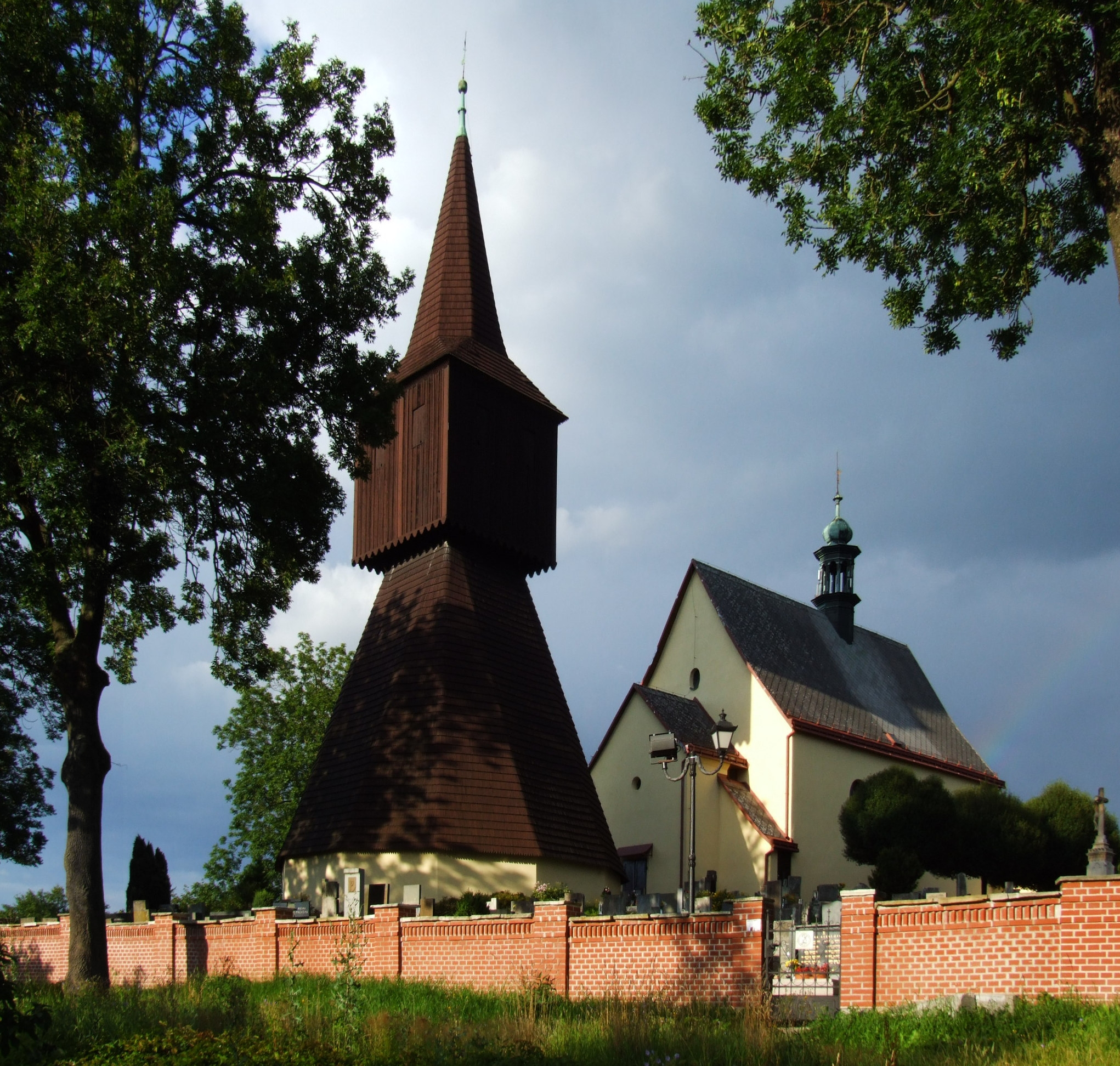
Kostel a dřevěná zvonice

- Stará rychta č. p. 1, zděná, z roku 1748[8]
- Lidová architektura – dům č. p. 53 je nejstarší dochovaná roubenka v Čechách postavená patrně v letech 1547 až 1548;[9] č. p. 24 (počátek 19. století), č. p. 125 (1841)[8]
- Kostel svatého Jana Křtitele (1679)[8]
- Dřevěná zvonice, štenýřová, dole osmiboká (1592). Jde o typově mimořádně hodnotný příklad pozdně gotického stavitelství, mající na území Čech obdobu pouze ve zvonici kostela svatého  Filipa a Jakuba v Mnichovicích (okres Benešov).[10]
- Vodní mlýn
- Socha krále Davida (1730), z dílny Matyáše Bernarda Brauna, před vchodem na hřbitov[8]
- Socha svatého Jana Nepomuckého (1862)[8]
- Kříž s reliéfem P. Marie na podstavci (1797)[8]
- Kříž (1794), u lesa Krákorka[8]

## Osobnosti
- David Antonín Nývlt (1696-1772), správce náchodského zámku
- Antonín Nývlt (1721-1782), rychtář
- Antonín Hejna (1795-1844), rychtář
- Karel Koleta (1887-1948), hudební skladatel
- Čeněk Koleta (1876-1967), kapelník
- Antonín Nývlt (1885-1952), hudební skladatel
- Sigismund Bouška (1867–1942), farář, spisovatel[11]

## Partnerská města
- Halštrov, Německo
- Jelcz-Laskowice, Polsko